# Francisco Arau y Sampons
Francisco Arau y Sampons (Barcelona, 31 de octubre de 1797 - Barcelona, 6 de enero de 1867) fue un ingeniero y catedrático español.

## Biografía
Estudió en las escuelas sostenidas por la Junta de Comercio de Cataluña dibujo, física, química y mecánica. Fue nombrado maquinista de la casa de caridad de Barcelona en 1829, y se dedicó a la construcción de aparatos físicos y mecánicos e instrumentos de matemáticas.
En 1848 fue nombrado socio de mérito y catedrático de mecánica del Instituto Industrial de Cataluña y en 1851, ayudante de maquinaria de la escuela industrial establecida en Barcelona, encargándose allí de la clase de Delineación y, después, de la de Modelado. Suprimida esta asignatura, desempeñó la de Matemática Elementales y, desde 1855, además de esta, tuvo a su cargo la de Mecánica Industrial.
En el Real Colegio de San Pablo de Barcelona, formó el abad Juan Zafont un gabinete de física. Deseando este aumentar la colección de instrumentos y aparatos que contenía, le encomendó a Arau la construcción de una esfera copernicana. Poco tiempo después de los motines anticlericales de 1835, la esfera fue trasladada al Seminario Conciliar de Gerona.
En una nota publicada en marzo de 1839 en el Diario de Barcelona, se hablaba de Arau en los siguientes términos:

[...] constructor de toda especie de instrumentos físicos y sujeto capaz de dirigir cualquier obra de maquinaria, en tanto que ha sido llamado, hace poco, para la dirección de máquinas y muy complicadas, no solo de varios puntos de esta provincia, sino también de una de las ciudades del mediodía de España, porque reúne a la vez los conocimientos teóricos y prácticos que constituyen un verdadero profesor.

Arau falleció en Barcelona el 6 de enero de 1867.

## Obra
Escribió los siguientes tratados:
- «Tratado elemental de la hilatura de algodón» (1847), obra de Oger traducida del francés y aumentada;
- «Tratado de maquinaria teórico y práctico» (1848);
- «Tratado de mecánica industrial» (1850), de Cristian, traducida del francés;
- «Tratado de delineación» (1853);
- «Tratado de hilatura con los nuevos adelantos» (1853);
- «Tratado completo del tejido mecánico y de mano que se elabora con el algodón en blanco» (1855);
- «Tratado de mecánica práctica» (1856);
- «Tratado completo teórico y práctico del arte del dibujo geométrico y lineal, perspectiva, figura, etc., según el sistema de Mr. Dupuis» (1856); y
- «Tratado de mecánica práctica de Mr. Morin» (1856).